# 比利皮德
比利皮德，或皮利皮德、皮利比特，是印度北方邦北部的一座城市，比利皮德县首府。地处印度-尼泊尔边境附近。制糖业为该地最重要的工业。农产品交易活跃。